# Дорошенко Володимир Олексійович
Дорошенко Володимир Олексійович (24 грудня 1954, м. Харків, УРСР) – український науковець, доктор фізико-математичних наук, професор, декан факультету інформаційно-аналітичних технологій та менеджменту Харківського національного університету радіоелектроніки, IEEE Senior Member.

## Біографія
Володимир Дорошенко народився 24 грудня 1954 року у місті Харків, УРСР.
У 1977 він закінчує механіко-математичний факультет Харківського державного університету (нині – Харківський національний університет імені В. Н. Каразіна) за спеціальністю математика.
У період з 1977 по 1989 роки він почергово обіймав посаду інженера, молодшого наукового співробітника та наукового співробітника Інституту радіофізики та електроніки Академії наук УРСР.
У 1989 році він захистив кандидатську дисертацію у галузі фізико-математичних наук.
У 1990 році він став старшим науковим співробітником Українського науково-дослідного інституту природних газів.
У період з 1991 по 1993 працював старшим викладачем , а згодом доцентом кафедри вищої математики Харківського інституту радіоелектроніки.
У 2006 році він отримав науковий ступінь доктора фізико-математичних наук.
З жовтня 2006 року Володимир Дорошенко обіймає посаду декана факультету Інформаційно-аналітичних технологій та менеджменту Харківського національного університету радіоелектроніки.

## Наукова діяльність
У сферу наукових інтересів Володимира Дорошенка входять:
- математична фізика;
- математичне моделювання та обчислювальні методи;
- електродинаміка;
- теорія антен[2].

Володимир Дорошенко досліджував і досліджує математичні методи й підходи дослідження задач дифракції монохроматичних хвиль як на незамкнених ідеально провідних, так і на неідеально провідних конічних поверхнях, а також методи й підходи математичного моделювання процесів імпульсного збудження складних конічних структур й теорію дифракції хвиль на неоднорідних конічних структурах спеціального виду.
Також він разом з колегами виконував такі проекти держбюджетного фінансування як:
- Розробка аналітико-числових методів дослідження електромагнітних явищ в активних середовищах (2001).
- Дослідження формування імпульсних полів збудженням широкосмугових антенних систем (2001) [2].

## Міжнародна діяльність та участь у міжнародних проектах
Володимир Дорошенко з 1994 по 2004 був членом редколегії журналу «Journal of Applied Electromagnetism» (Греція), є членом IEEE Antennas and Propagation з 2006 року, а також у 2000–2002 роках був виконавцем спільного україно-грецького проекту.
1999—2004 рр. — член редколегії журналу прикладного електромагнетизму (Journal of Applied Electromagnetism) від України, який видається в Афінському національному університеті (Греція).
Член IEEE Antennas and Propagation наукового товариства в Україні, українська секція (Senior member) з 2006 року.

## Нагороди та премії
- Почесна грамота МОН України (2007);
- Відмінник освіти України (2009);
- Дипломант обласного конкурсу «Вища школа Харківщини – Кращі імена» 2000/2001 навчального року.
- Переможець конкурсу ХТУРЕ кращого за фахом в 1997/1998 навчального року;
- Переможець конкурсу «ХНУРЕ – Кращі за фахом» в 2003/2004 навчального року;
- Диплом IEEE Antennas and Propagation Society за кращу публікацію (2008) [2].

## Творчий доробок
Володимиром Дорошенком були опубліковані понад 190 праць серед яких слід виділити 15 навчальних посібників у тому числі й низку іноземною (англійською) мовою, 1 монографія, 157 статей і тез доповідей та 18 методичних рекомендацій та вказівок:
- Doroshenko, V.O., Strelnytskyi, O.O., Strelnytskyi, O.E. Experimental investigation of the cone antenna with a longitudinal slot // CriMiCo 2014. – 2014 24th International Crimean Conference Microwave and Telecommunication Technology, Conference Proceedings. – С. 517–518.
- Doroshenko, V.O., Strelnytskyi, O.O. Time domain Green's function for a semi-penetrable circular cone with longitudinal slots // International Conference on Mathematical Methods in Electromagnetic Theory, MMET. – С. 79–82.
- Doroshenko, V.O., Strelnytskyi, O.E., Strelnytskyi, O.O. Experimental study of the properties of wideband antennas of special shape // International Conference on Antenna Theory and Techniques: Dedicated to 95 Year Jubilee of Prof. Yakov S. Shifrin, ICATT 2015.
- Doroshenko, V.O., Strelnytskyi, O.E., Strelnytskyi, O.O. Excitation of the slot conical antenna (theory and experiment) // International Conference on Antenna Theory and Techniques: Dedicated to 95 Year Jubilee of Prof. Yakov S. Shifrin, ICATT 2015.
- Doroshenko, V.A., Ievleva, S.N., Klimova, N.P., Nechiporenko, A.S., Strelnitsky, A.A. Solution to the model problem of excitation of loaded conic slot antenna by method of singular integral equations // Telecommunications and Radio Engineering (English translation of Elektrosvyaz and Radiotekhnika). – 75(20). – С. 1799–1812.